# Leopoldo Vaccà Berlinghieri
Pour les articles homonymes, voir Berlinghieri.
Leopoldo Vaccà Berlinghieri né à Montefoscoli (it) en 1768 et mort à Lerici le 4 juin 1809 était un militaire et homme d'état italien avec des responsabilités en Toscane pendant la période révolutionnaire et napoléonienne.

## Biographie
Homme politique, patriote aux idées jacobines-républicaines, militaire toscan, fils de Francesco, lecteur de chirurgie théorique à l'université de Pise, frère d'Andrea Vaccà Berlinghieri, également médecin et professeur distingué de la même université.
Son père était un cousin au premier degré de la mère du médecin Francesco Chiarenti, également républicain, et futur triumvir de 1800 à 1801 .
Léopold, fut comme son frère, un patriote militant durant la période des républiques-sœurs jacobines apparues en Italie à la suite de la Révolution française et de l'occupation française  les années suivantes (à partir de 1796) de la péninsule.

## Carrière militaire
Il a participé à plusieurs affrontements militaires opposant la France, l'Autriche et la Russie, mais aussi des Italiens jacobins-libéraux-révolutionnaires à des Italiens légitimistes-conservateurs-antirévolutionnaires (par exemple lors des guerres en Toscane de 1799-1801 opposant des armées toscanes).
Capitaine du bataillon étrusque auto-formé pour soutenir l'armée française occupant la Toscane, puis officier dans la légion italique de l'armée française en 1799, il participa à la défense de Gênes (1800).
Après la bataille de Marengo (14 juin 1800), il participa à la réoccupation française de la Toscane, étant lui-même proposé en 1800 comme président du bon gouvernement pour toute la Toscane (mais les conservateurs représentant le grand-duc en exil s'y opposèrent avec succès, avec le consentement des Français).
Il sera néanmoins nommé, sous la pression de Napoléon, aux côtés de Filippo Stecchi et Giovanni Magini, responsable du Comité de police, avec compétence sur tout le territoire de l'État toscan .
En janvier 1801, il fut envoyé gouverner Sienne dès que la ville fut récupérée des légitimistes de Ferdinand III de Toscane .
Le même mois de janvier 1801, Vaccà est chargé par le commandant des troupes françaises en Toscane, Miollis, de former un régiment de gendarmerie à cheval sur le modèle des troupes françaises, avec un effectif attendu de 1 560 cavaliers. Vaccà a été nommé général de brigade. Chaque communauté toscane devait contribuer avec de l'argent et des chevaux. L’organisation a été confiée à Francesco Niccolini, patriote pisan, commandant du premier escadron de Florence. Cependant, le projet a été entravé par les Français eux-mêmes (après le départ de Miollis) et aussi par une partie de l'administration toscane (l'opposition du magistrat de Livourne a été particulièrement dure).
Début février 1801, étant un ami des corses Joseph Bonaparte et Christophe Saliceti, Léopold fut envoyé à Paris (peut-être à la suggestion de Joachim Murat pour se débarrasser de lui) pour plaider la cause de l'institution de la République Toscane (à Florence on tenait ce résultat pour déjà acquis sûr, au point qu'à l'époque, on discutait déjà de l'emblème du nouvel État).
Après le Traité de Lunéville de 1801, la cession de la Toscane à Louis Ier de Bourbon - à la demande de Murat - et la suppression du triumvirat avec la réintégration de tous les fonctionnaires du grand-duc Ferdinand III de Toscane, le régiment de gendarmerie à cheval fut transféré à Lucques et placé sous le contrôle de la légion italique ou plutôt de l' armée française.
Certains républicains comptaient sur lui pour recréer une armée républicaine toscane.
En 1802, Léopold retourna dans l'armée française avec le grade de lieutenant colonel, mais il n'abandonna jamais ses intentions de se battre pour l'indépendance de la Toscane et de l'Italie, comme le montre cette lettre à son frère Andrea de juillet 1807: 

« Je ne veux jamais croire que mon courage, mes sacrifices, l'amour de mon pays et ma vertu, que je souhaite toujours intacts, ne me mettront jamais en position d'être utile à mon pays [...] Je suis trop heureux quand on me permet seulement de m'imaginer me battre pour une cause aussi belle [...] Sachez que plus d'une fois j'ai été sur le point, au moment de mon émigration, de prendre une énorme influence, que j'aurais employée au bien de notre Italie. Certaines combinaisons malheureuses nous ont opposé un sort contraire, mais elles ne m'ont pas désespéré. La guerre est la cause de nombreux troubles; mais la guerre sauve les nations de l'oppression. C’est donc l’art le plus beau et le plus digne d’un partisan des libertés »

## Décès
C'est la mort, due à une maladie, survenue le 4 juin 1809, qui a anéanti les projets romantiques de Leopoldo. Quelqu'un a suggéré de lier ces projets ambitieux au fait qu'en 1807, Léopold avait épousé Sophie Caudeiron, fille de Louis François, décédé en 1804, alors qu'elle était liée au Comité de salut public, terroriste et incarcéré à l'époque de la conspiration Ceracchi.
Sophie, veuve, épousera son beau-frère Andrea et sera en contact avec Giacomo Leopardi, Pietro Giordani, Giuseppe Castinelli et Giovanni Carmignani.
On a conservé de nombreuses lettres dans les archives de sa famille à Montefoscoli, dans les collines pisanes, principalement écrites par l’arrière-petite-fille Laura Vaccà Giusti au cours des vingt dernières années du XIXe siècle. Il subsiste aussi son journal de campagne militaire au Portugal  rédigé (en français), par le compagnon d'expédition, le colonel Louis Étienne Dulong de Rosnay.

## Œuvres écrites
- Discours du citoyen Leopoldo Vaccà Berlinghieri lu lors de la séance publique de la Municipalité de Pise le 11 floréal an 7 en réponse à une pétition concernant le prix du blé présentée à la Municipalité lors de la précédente séance publique du 4e anniversaire du Congrès représentant. et imprimé par son ordre, Pise, A. Peverata et Compagni 1799.
- Un patriote avec ses concitoyens, sl, sd, [Pisa, 1799], puis dans "Il Monitore fiorentino", n. 59, 13 prérial / 1er juin 1799.
- Mémoires sur les manœuvres de l'Infantérie et sur les fortifications, Grenoble, JM Cuchet, 1806.
- Extrait d'une lettre de M. Léopold Vaccà Berlinghieri à JC Delamétherie, sur l'électricité animale, et suite des expériences sur l'électricité animale Extrait du bulletin de la Société philomatique, «Observations sur la physique», 41 (1792), p. 314-316; 42 (1793), p. 289-291.
- Examen des opérations et des travaux de César au siège d'Alésia, Lucques, Bertini 1812
- Adresse des Patriotes to Scans réfugiés à Gènes au Corps législatif de la République française, Gênes, 28 juillet 1799, ms. Archives nationales de Paris, publ. en annexe à I. Tognarini, Orientations politiques et groupes dirigeants de la Toscane de la fin du XVIIIe siècle, dans AM Isastia (éd.), 1789 en Toscane. Le Grand-Duché à l'époque de la Révolution française, Florence, Le Monnier, 1990